# سيد أباد (فومن)
سيد أباد (بالفارسية: سیدآباد) هي قرية تقع في قسم غوراببس الريفي في إيران. يقدر عدد سكانها بـ 567 نسمة بحسب إحصاء 2016.